# 小白菜
小白菜 （しょうはくさい）は通常チンゲンサイに似た野菜（中国語：小白菜、中国東北部では油菜、英語では広東語発音からPak Choy）のことであるが、  ここでは中華人民共和国河北省中部の民謡の一つ。かつての中国の貧しい農村での継子いじめを歌にしている。歌劇『白毛女』の主題歌『北風吹』はこの曲を元に作曲された曲である

## 概説
中国の伝統演劇や小説中には、まま母による前妻の子をいじめた結果罰を受ける話もあれば、逆にまま母の徳をたたえる作品もある。しかし、そういう内容を歌った歌となると少なく、特にわらべ歌では非常に珍しい。本「小白菜」は、その珍しい一例であるといえる。この歌詞は純朴な、真実の感情をこめて、母を亡くした少女の悲しみを述べるとともに、昔の中国農村の極貧の生活を描いている。

### 歌詞
同書による歌詞の日本語訳は以下のとおりである。
1番　小さな白菜　畑で枯れた　ふたつみっつで母さん死んだ　母さんよーう　母さんよーう
2番　父さんと二人　暮らしてみたい　まま母くるのが　なによりこわい　母さんよーう　母さんよーう
3番　まま母きてから　三年経った　おとうと生まれて　あたしはじゃまに　母さんよーう　母さんよーう
4番　おとうとうどんで　あたしは汁だけ　茶碗かかえて　涙がぽろぽろ　母さんよーう　母さんよーう
5番　母さんどこで　あたしを見てる　母さん見るのは夢の中　母さんよーう　母さんよーう
6番　桃の花咲いて　あんずは散った　母さん慕って　風の中　母さんよーう　母さんよーう